# うみへび座σ流星群
うみへび座σ流星群（うみへびざシグマりゅうせいぐん、英語: sigma Hydrids、IAU番号 16）は、11月22日から1月18日に見られる流星群である。ピークの日付は12月4日で、時間あたりの天頂出現数 (ZHR) は7個である。
放射点はうみへび座のσ星付近で、こいぬ座のプロキオンの東方10度の位置にある。

## 母天体と2023年の活動
母天体は長周期彗星であるC/2023 P1 (Nishimura)（英語: C/2023 P1 (Nishimura)）とされている。2023年は彗星が近日点を通過したため地球の公転軌道付近に濃いダストトレイルが形成されており、うみへび座σ流星群が活発化する可能性があるとされている。

## 歴史
1961年、1952年から1954年にかけてハーバード大学のスーパー・シュミットが撮影した7個の軌道から検出された。